# Fabrice Hergott
Pour les articles homonymes, voir Herrgott.
Fabrice Hergott, né à Sarreguemines le 25 juin 1961, est un conservateur de musée et historien de l'art français. Après avoir été conservateur du Musée national d'Art moderne au centre Georges-Pompidou depuis 1985, il prend la direction des musées de la ville de Strasbourg en 2000, puis il est nommé directeur du musée d'Art moderne de Paris, poste qu'il occupe depuis juillet 2006.

## Biographie

### Naissance et formation
Fabrice Hergott est né le 25 juin 1961 à Sarreguemines en Moselle. Frontalier, il maitrise le français et l'allemand, « Je n’ai pas vraiment eu de langue propre, (...), aussi, pendant des années je me suis senti parfois un peu décalé. Avec cette ombre d’insatisfaction, si commune aux frontaliers, qui est un grand facteur d’ouverture, de curiosité, et qui fait qu’à la longue on finit par se sentir assez bien partout. ». Il hésite entre les lettres et l'égyptologie avant d'opter pour l’histoire de l'art et d'entreprendre, à Strasbourg, une maîtrise en histoire de l'art puis une thèse de doctorat[source insuffisante] dont le sujet est un artiste de l'avant-garde allemande[source insuffisante].

### Débuts professionnels dans les musées
Il commence sa carrière dans les musées par un stage à Saint-Étienne, au musée d'Art et d'Industrie, dirigé par Bernard Ceysson. Il retourne dans sa région natale pour une vacation à Strasbourg, puis après un rapide passage à l'inventaire général il revient à Saint-Étienne pour prendre la direction de la maison de la culture de la ville. Il y organise notamment, en 1985, une exposition de peintures de Markus Lüpertz puis une autre de trois jeunes peintres français : Vincent Corpet, Marc Desgrandchamps et Pierre Moignard.

### Conservateur au MNAM (1985-2000)
C'est en 1985, que Fabrice Hergott quitte Saint-Étienne pour Paris où il prend « un poste de conservateur au département d'art contemporain du centre Georges Pompidou ». Il y est rejoint en 1986 par Bernard Ceysson qui quitte également Saint-Étienne pour prendre la direction du Musée national d'Art moderne (MNAM), poste qu'il n'occupera qu'un peu plus d'un an.
En 1987, Fabrice Hergott est commissaire d’une exposition controversée de Vincent Corpet, Marc Desgrandchamps et Pierre Moignard dans les Galeries Contemporaines du Centre Pompidou. Cette exposition les présente comme des artistes pour lesquels « le mode figuratif [est] une nécessité pour parvenir à la représentation la plus satisfaisante de ce qui reste le sujet fondamental de l'art » et suggère qu’« il ne peut y avoir d'œuvre moderne sans un regard vers la tradition, c'est-à-dire sans référence aux œuvres du passé.» Le propos de l’exposition sera vivement critiqué. 
Dans un article publié en 2004, Richard Leydier rappelle qu’« en 1987, Vincent Corpet, Marc Desgrandchamps et Pierre Moignard apparaissent dans une scandaleuse  exposition  au  Centre  Pompidou ;  au  cours  d’un  vernissage  très animé,  un  visiteur,  énervé  par  tant d’outrance picturale et la religiosité provocante des sujets, demande à grands cris la démission du commissaire de l’exposition, Fabrice Hergott. »
Pour le critique d’art Tristan Trémeau, « le scandale que provoqua l’exposition ne fut pas seulement dû à la médiocrité des œuvres (dont a très bien rendu compte Philippe Dagen dans un article paru dans Artpress), mais à leurs arguments réactionnaires, relayés par Fabrice Hergott, commissaire de l’exposition. Exemplaire de discours idéologiques douteux qui commençaient d’occuper une place importante […] le texte du catalogue présentait comme “événement le plus marquant de la décennie” les “mouvements spontanés” d’affirmation “des identités nationales” qui trouvaient “dans la peinture figurative le véhicule de son expression” » Trémeau conclut qu’« exposer Corpet, Moignard et Desgrandchamps en 1987 revenait à saluer l’apparition en France, après l’Allemagne (les néo-fauves et néo-expressionnistes) et l’Italie (la peinture cultivée), d’une peinture de tradition nationale dont l’identité se traduirait par “la couleur, la rationalité de la forme et la simplicité des sujets”. »

### Directeur des musées de la ville de Strasbourg (2000-2006)
En 2000, il devient directeur des musées de la ville de Strasbourg, poste qu'il occupe jusqu'en 2006, année où il est nommé directeur du musée d'Art moderne de Paris.

### Directeur du musée d'Art moderne de la ville de Paris (depuis juillet 2006)
Le 13 juillet 2006, le maire de Paris Bertrand Delanoë annonce la nomination de Fabrice Hergott à la direction du musée d'Art moderne de la ville de Paris en remplacement de Suzanne Pagé, en poste depuis 1988.  « L'ambition que j'ai pour ce musée, » déclare-t-il alors, « est qu'il reste une référence mondiale et que, par ailleurs, il soit vraiment très vivant, très dynamique, avec des choix d'expositions très grandes. »
Hergott résumait ainsi la carrière qui l'a conduit à devenir directeur du MAMVP : « Dans mon cas c'est un peu particulier, on est venu me proposer ce poste au Centre Pompidou, donc je n'ai pas eu besoin de faire de concours. J'étais très jeune, j'avais 23 ans à l'époque, mais je travaillais déjà depuis deux ans comme responsable des expositions à la Maison de la culture de Saint-Étienne et j'avais fait mon stage au Musée de Saint-Étienne. Après, on m'a proposé de me présenter au poste de directeur des musées de Strasbourg où j'ai été retenu et je suis resté sept ans à Strasbourg. »
Fidèle à ses valeurs, Fabrice Hergott les partageait en ces termes en 2007 : « II me semble très important de porter sur le siècle passé un regard de réactivation de la modernité, et de revenir aux fondamentaux. […]  L’art contemporain ne vient pas de nulle part. II s'intègre dans un processus de remémoration, d'oubli, de reprises. Un des axes de la programmation est fondé sur un principe de remémoration d’épisodes historiques et d'œuvres presque oubliées qui, à un moment donné, ont été extrêmement contemporaines et modernes. » Parmi les expositions du MAMVP reflétant ce goût de la « réactivation » on trouve : Raoul Dufy : Le Plaisir (2008-2009),  Serge Poliakoff : Le rêve des formes (2014),  Georges Noël : La traversée des signes (2015),  La passion selon Carol Rama (2015), Albert Marquet : Peintre du temps suspendu (2016), Jacques Grinberg : Un peintre sans concession (2016), Bernard Buffet : Rétrospective (2017), Jean Fautrier : Matière et lumière (2018), Zao Wou-Ki : L'espace est silence (2018-2019).
On dit de lui que « c'est un visionnaire. » rapportait Télérama en 2006,  « sa politique d'exposition sort des sentiers battus. » Une appréciation à laquelle Fabrice Hergott ajoutait : « Je veux rendre compte de l'actualité culturelle de façon critique sans céder aux effets de mode ».  En consacrant, en 2012, une exposition à Christopher Wool, le MAMVP n’exposait pas seulement « un peintre américain que s'arrachent les collectionneurs du monde entier », écrivait Roxana Azimi. L’institution démontrait aussi, contre la pensée dominante, qu’un artiste n'est pas forcément mauvais s'il est adoubé par le marché et qu’il peut mériter « mieux que d'être réduit à un objet de désir spéculatif ». La même année, Fabrice Hergott prenait le pari audacieux d’accueillir le travail de l’auteur de bande dessinée alternative Robert Crumb au MAMVP. Surpris de cet honneur, le dessinateur se souvenait : « J’ai posé quelques questions au directeur du musée d’Art moderne, Fabrice Hergott, parce que je n’étais pas bien sur de la raison pour laquelle j’étais là. En gros c’est parce qu’ils ont besoin de faire venir du monde. Sinon, ils n’ont pas de financement. Et donc ils ont fait mon expo pour attirer les foules ! Récemment, il y a eu une exposition Basquiat, et ça a attiré du monde, Basquiat c’est hot. Mais Fabrice Hergott m’a dit qu’en général le public ne s’intéressait pas à l’art contemporain. Ça ne parle pas assez à la plupart des gens. J’ai demandé à Fabrice Hergott s’il était familier de la BD en général. Il m’a dit qu’il ne l’était pas particulièrement. »  
Au MAMVP, Fabrice Hergott développe une politique de mécénat particulièrement remarquée. En 2012, notait ainsi Le Monde, Fabrice Hergott offrait au marchand d'art allemand Michael Werner « une exposition de sa collection » présentant  « un ensemble impressionnant et touffu de près de 900 œuvres » en « remerciement » de la donation de 127 œuvres d'artistes modernes et contemporains au musée d'Art moderne de la ville de Paris.
Depuis 2007, rapporte Les Echos, plus de 1.700 œuvres sur les 2.800 qui ont rejoint le MAMVP sous la direction de Fabrice Hergott ont été reçues en don. Le musée qu’il dirige bénéficie d'une Société des amis de 450 membres que le directeur décrit comme « très actifs, très internationaux. Ils gèrent notre boutique, nous aident pour notre dîner annuel de levée de fonds pendant la FIAC, apportent entre 700.000 euros et 1 million par an pour nos acquisitions » Un tiers de ces amis sont étrangers, souligne l’article, à l'instar du roi du poulet indonésien d'origine chinoise Budi Tek. Sans ce dernier, relatait Le Monde en 2013, l'exposition de l'artiste chinois Zeng Fanzhi  au Musée d'art moderne de la Ville de Paris n'aurait pu se monter : « Il a accepté de prendre en charge toute la production de l'exposition, le transport des œuvres, mais il n'est pas intervenu dans le travail de sélection » précisait bien Fabrice Hergott. Selon lui, en effet, il ne fait aucun doute que les musées publics et les institutions publiques jouent plus que jamais un rôle de « “contre-pouvoir” vis-à-vis du marché » dans le sens où, dit-il, « elles permettent aux artistes qu'elles exposent d'acquérir une légitimité forte, puisque basée sur le désintéressement. »
C'est donc par souci éthique que, répondant aux interrogations suscitées en 2010 par l'exposition Kai Wiedenhöfer, lauréat du 1er Prix Carmignac Gestion du Photojournalisme 2009 (créé par Edouard Carmignac en 2009) au musée d'Art moderne de la ville de Paris, Fabrice Hergott déclarait à l'Agence France-Presse : « Cette exposition ne fait pas partie de la programmation du musée. Elle a lieu dans le cadre d'un contrat de mécénat avec Carmignac Gestion. Mécène du musée, cette société de gestion d'actifs dispose d'une salle pendant un mois pour présenter les travaux du photographe primé. [...] Nous n'intervenons pas sur le contenu, a dit M. Hergott [...]. Nous allons peut-être multiplier les avertissements, en soulignant qu'il s'agit d'un prix de journalisme accueilli par le musée dans ses murs ».  De fait, aucune confusion n'était possible en 2012 lors de l'exposition Génération Design : ELLE Décoration, dont le commissariat était confié à Gérard Laizé, directeur général du VIA (Valorisation de l'Innovation dans l'Ameublement) et la scénographie de l'exposition à son équipe.
En 2013, Hergott expliquait tout à la fois « détester le mécénat », car il estimait qu’« un musée devrait exister uniquement avec les subventions publiques [...] sans qu'ils aient besoin d'aller faire la cour aux mécènes » et y trouver un « avantage considérable » dans le fait que « les musées sont devenus […] des lieux beaucoup plus sociables, beaucoup plus ouverts sur le monde qu’auparavant. » Il ajoutait en ce sens que « le vrai travail de fond qui est en train de se faire à travers le mécénat (et pour cela la loi de Jean-Jacques Aillagon a été fondamentale) est quelque chose qui permet d’ouvrir les musées sur un regard qui est un petit peu moins spécialisé […] et c'est une évolution très, très importante dans l'histoire des musées, qui a été encouragée par la loi mécénat, qui je crois est une très bonne loi qui a permis de fluidifier considérablement les rapports entre le public et le privé. »
Interrogé en 2013 par Le Monde sur les effets de cette fluidification, Fabrice Hergott revendiquait une profonde intégrité : « “On ne choisit pas une exposition sur un soutien financier. Tous les choix sont nos choix.” Le patron du MAMVP reconnaissait cependant une complicité avec Guillaume Houzé, directeur de l'image et du mécénat du groupe Galeries Lafayette. “On a été d'accord sur les mêmes artistes, Mathieu Mercier, Didier Marcel, qu'il avait envie de voir exposer et moi aussi. On partageait les mêmes intérêts.” »  Une convergence d’intérêts d’autant plus heureuse que, comme le dit Hergott du collectionneur, directeur de l'Image et de la Communication des Galeries Lafayette et président de Lafayette Anticipations et de l'ANDAM, son mécène possède aussi « le niveau d'un conservateur de musée ».
S'il existe pourtant bien un « risque » pour  « les musées désargentés [...] de ne plus être un lieu de référence et de devoir laisser les intérêts privés mener la danse », comme le soulignait Catherine Francblin en 2015, on ne pouvait cependant reprocher à une exposition telle que celle consacrée à David Altmejd au MAMVP en 2014-2015 de le courir. Car « on conçoit aisément que le directeur du musée d'Art moderne de la ville de Paris ait une réelle estime pour le travail du jeune Canadien — et une réelle estime pour [Robert Vifian] le co-commissaire de l'exposition, collectionneur de l'œuvre d’Altmejd et ancien membre de la commission d'acquisition du musée. » écrivait Francblin à qui Fabrice Hergott assurait d'ailleurs : « C'est vraiment une œuvre à laquelle je crois » avant d'indiquer qu'en outre « Il est absurde de penser que le marché est forcément mauvais. »  En réalité, explique-t-il, il est essentiel d'y prêter une oreille attentive car « Les grands collectionneurs privés sont généralement passionnés. Ils vivent cette passion d'une manière très engagée et l'argent qu'ils dépensent à cet effet en est l'expression la plus directe. […] J'écoute attentivement ce qu'ils disent parce que je ne crois pas qu'on soit capable seul de faire les bons choix. »
Dès 2007, Fabrice Hergott  s’octroie également la complicité du collectionneur et financier Christian Langlois-Meurinne, ardant soutien du Musée d’art Moderne de la ville de Paris, dont il est le président de la société des Amis : « J’ai une intimité et une admiration pour Fabrice Hergott que je connais depuis son arrivée [au MAMVP] », dira Langlois-Meurinne « je l’ai vu se battre, j’ai admiré sa programmation et l’homme m’a paru attachant. Je me suis dit que je pourrais aider à faire mieux. »  À cette fin, précise Le Nouvel Économiste,  Langlois-Meurinne lance dès son arrivée à la tête des Amis du Musée en 2014, l’idée de comités d’acquisition : « l’un international dirigé par Joy Henderiks, [collectionneuse belge et] directrice des relations extérieures chez HSBC, et deux comités spécialisés, l’un consacré à la photographie, et l’autre à la création contemporaine, plus précisément aux jeunes pousses, présidé par Guillaume Houzé, président de la Fondation Les Galeries Lafayette. »
La journaliste des Échos  Martine Robert souligne enfin que c’est sous la direction de Fabrice Hergott que le MAMVP a été pionnier du « naming » à la mode Anglo-Saxonne. « Ainsi le Suisse Maurice Amon, dont la famille a fait fortune dans les encres de sécurité pour billets de banque, a donné le nom de son père Albert Amon à une salle du musée. Christian Langlois-Meurinne, dirigeant actionnaire du groupe de conseil IDI, a fait de même, rejoint par le dirigeant d'Olympia Capital Management, Marc Landeau, et enfin par Ginette Moulin, actionnaire majoritaire des Galeries Lafayette. » D’octobre 2019 à février 2020, le MAMVP accueillera d’ailleurs « You : œuvres de la collection Lafayette Anticipations »   faisant suite à une vaste exposition rétrospective consacrée à Thomas Houseago, un artiste « révélé au grand public [en 2010] par Francois Pinault et Caroline Bourgeois, commissaire inspirée de sa collection » et représenté par la galerie Gagosian.
En 2009, Hergott revenait ainsi sur son dévouement pour le service public : « J’ai toujours été très heureux de travailler pour une institution publique, même si cela suppose aussi un mode de vie plus modeste, plus sobre. Parce qu'on se sent plus libre après tout, même si on gagne moins d'argent à titre personnel et même si on est dans un confort de travail qui est moins important. Je pense que, justement, ne pas être tributaire de l'argent, tributaire forcement du nombre d'entrées ou d'une rentabilité, vous permet d'être plus libre dans vos choix et dans ce que vous faites. Et cela n'a pas de prix. »
Décrit comme « un cérébral qui prend le temps de la pensée avant de se risquer en public » ou encore comme un individu « opiniâtre derrière sa réserve d'un autre temps », Fabrice Hergott reste « difficile à saisir » estime la journaliste Roxana Azimi pour qui « sa réserve en fait un homme au mieux secret, au pire fuyant. »

## Publications

### Catalogues
- Vincent Corpet, Marc Desgrandchamps, Pierre Moignard, préface Bernard Ceysson, textes Fabrice Hergott et Didier Ottinger, catalogue édité à l'occasion de l'exposition « Vincent Corpet, Marc Desgrandchamps, Pierre Moignard », galeries contemporaines du musée national d'art moderne, Centre Georges-Pompidou, Paris, 1987, 63 p.
- Jean-Michel Sanejouand : rétrospective 1963-1995, textes de Fabrice Hergott, Robert Fleck et Germain Viatte, galerie sud et cabinet d'art graphique du musée national d'art moderne, Centre Georges-Pompidou, Paris, 1995, 144 p.

### Ouvrages
- Guillaume Dégé, Un grain de moutarde, collectif, Paris, Éditions Sémiose. Benoit Porcher, 2020, 144 p.  (ISBN 978-2-37739-034-2)
- Kandinsky 1914-1921, Christian Derouet et Fabrice Hergott, monographie, Hazan, 2001 160 p.
- Jean Dubuffet : œuvres, écrits, entretiens, Valérie Da Costa et Fabrice Hergott, Hazan, 2006  (ISBN 978-2-7541-0132-5), 159 p.
- Georges Rouault : forme, couleur, harmonie, (dirigé par), monographie, musées de Strasbourg, 2006  (ISBN 2-35125-040-0), 269 p.

## Décorations
- Chevalier de la Légion d'honneur (8 avril 2006)
- Officier de l'ordre des Arts et des Lettres (17 janvier 2013)[36].

### Articles
- « Fabrice Hergott directeur des musées de Strasbourg », par Roxana Azimi, Le Journal des arts, no 230, du 3 février 2006
- « L’actualité vue par Fabrice Hergott, directeur du Musée d’art moderne de la Ville de Paris », entretien avec Roxana Azimi et Philippe Régnier, Le Journal des arts, no 254, du 2 mars 2007